# Ukraine Now

Varumärket.

Ukraine Now, i marknadsföringssyfte skrivet Ukraine NOW, med betydelsen på svenska "Ukraina nu", är Ukrainas varumärke vid marknadsföring utomlands. Varumärket godkändes av Ukrainas ministär 10 maj 2018. En återlansering av varumärket skedde 2020. Ukraine Now är Ukrainas första nationella varumärk, och det tilldelades en Red dot award 2018.
Varumärket är framtaget av reklambyrån Banda. Banda har tidigare framtagit logotypen för Eurovision Song Contest 2017, som ägde rum i Ukraina. För tidig utveckling av varumärket stod Ogilvy & Mather. Även Storbritanniens regering bistod med hjälp. Marknadsföringskampanjen har beskrivits som en framgång.